# Oubiña
Oubiña (llamada oficialmente San Vicenzo de Oubiña) es una parroquia del municipio español de Cambados, en la provincia de Pontevedra, Galicia.

## Toponimia
La parroquia también es conocida por los nombres de San Vicente de Oubiña, San Vicente P. de Oubiña y San Vicenzo P. de Oubiña.

## Historia
Hacia mediados del siglo XIX, el lugar, por entonces referido como una feligresía, tenía contabilizada una población de 315 habitantes. Aparece descrito en el duodécimo volumen del Diccionario geográfico-estadístico-histórico de España y sus posesiones de Ultramar de Pascual Madoz con las siguientes palabras:

OUBIÑA (San Vicente): felig. en la prov. de Pontevedra (2 1/2 leg.), part. jud. y ayunt. de Cambados (3/4), dióc. de Santiago. sit. á la der. del r. Umia, con libre ventilacion; clima templado y sano. Tiene 76 casas, en los lugares de Abelleira, Baliña, Campo da Vila, Casanova, Cereijeira, Bouza de Padron, Bouza de Rey, Monte, Riopequeño, Sobreiro y Tombo. La igl. parr. (San Vicente) está servida por un cura de primer ascenso y patronato del marqués de Castelar. Confina el térm. N. Soloveira; E. y S. r. Umia, y O. Tremoedo. El terreno participa de monte llano y es de buena calidad: le cruza por el E. un arroyo y otro hácia el O., los cuales van á depositar sus aguas en el r. Umia. prod.: trigo maiz, centeno, castañas, vino, lino, legumbres, hortaliza y frutas; se cria ganado vacuno, de cerda, lanar y cabrío; hay alguna caza y pesca de anguilas, truchas y otros peces menudos. ind.: la agrícola y molinos harineros. pobl.: 76 vec., 315 alm. contr.: con su ayunt. (V.).
(Madoz, 1849, p. 415)

## Organización territorial
La parroquia está formada por doce entidades de población:
- Abelleira (A Abelleira)
- A Cereixeira
- Balsiña
- Bouza de Padrón
- Bouza do Rei
- Casanova
- O Campo da Vila
- O Loureiro
- O Outeiro
- O Sobreiro
- O Tombo
- Río Pequeno

## Demografía
| Gráfica de evolución demográfica de Oubiña entre 2000 y 2023 |
|                                                              |
| Datos según el nomenclátor publicado por el INE.             |

## Patrimonio
- Iglesia de San Vicente.[8]